# David Klîșko
David Nikolaevici Klîșko (n. 21 mai 1929 – d. 10 aprilie 2000, Moscova, Rusia) a fost un fizician sovietic și rus, specializat în domeniul opticii cuantice și a informaticii cuantice⁠(d), profesor la Universitatea din Moscova, Laureat al Premiului de Stat al URSS, creator de școală științifică.

## Discipoli
- Aleksandr Nicolaevici Penin
- V.S. Dneprovskii